# دانشگاه تروت مک کانل
دانشگاه تروت مک کانل یک دانشگاه باپتیست خصوصی در کلیولند، جورجیا است که توسط هیئت امنایی که توسط کنوانسیون باپتیست جورجیا انتخاب می‌شود کنترل می‌شود. این دانشگاه به افتخار جورج دبلیو تروت و فرناندو سی مک کانل نامگذاری شده‌است.

## تاریخچه
در ۲۳ ژوئیه ۱۹۴۶، کنوانسیون باپتیست جورجیا مراسمی را در کلیولند، جورجیا، به مناسبت تأسیس یک کالج جدید دو ساله هنرهای لیبرال به نام تروت و مک کانل برگزار کرد. کالج تروت مک کانل، که در محل‌های موقت در نزدیک میدان شهر در کلیولند فعالیت می‌کرد، برای اولین بار در سپتامبر ۱۹۴۷ افتتاح شد، زمانی که کلاسی متشکل از ۵۵ دانشجو در آن ثبت نام کرد. این مدرسه برای اولین بار در سال ۱۹۶۶ برای صدور مدرک دو ساله معتبر شد. در دسامبر ۲۰۰۲، این مؤسسه توسط انجمن کالج‌ها و مدارس جنوب برای ارائه مدارک چهار ساله تأیید شد. در ۱۴ می ۲۰۱۶، کالج تروت-مک کانل به جایگاه دانشگاهی دست یافت و به دانشگاه تروت مک کانل تبدیل شد.

## فارغ التحصیلان قابل توجه
| نام          | شناخته شده برای                                  | رابطه با تروت-مک کانل                                |
| ------------ | ------------------------------------------------ | ---------------------------------------------------- |
| مت پاپا      | هنرمند ضبط مسیحی                                 | BA، ۲۰۰۵; دو نفر اول فارغ التحصیلان مدرک چهار ساله.  |
| خاویر رابرتز | خط اسباب بازی Cabbage Patch Kids را ایجاد کرد    | در Truett-McConnell هنر خوانده‌است                    |
| میچل ویگینز  | بازیکن NBA و پدر بسکتبالیست حرفه ای اندرو ویگینز | از سال ۱۹۷۸ تا ۱۹۷۹ در تروت-مک کانل بسکتبال بازی کرد |